# Filip Mišolić
Filip Mišolić (Graz, 8. kolovoza 2001.)  austrijski je tenisač hrvatskog podrijetla. Njegov najbolji plasman u karijeri na ATP ljestvici u pojedinačnoj konkurenciji je 97. mjesto, što je postigao 21. srpnja 2025. Trenutno je najbolji austrijski tenisač.

## Rani život
Mišolić je rođen u Grazu u Austriji, od hrvatskih roditelja.

## Karijera

### 2022.: Prva titula na Challengeru, ATP debi i prvo finale, debi među 150 najboljih
Mišolić, 301. na ljestvici, osvojio je ATP Challenger naslov u pojedinačnoj konkurenciji na Zagreb Openu 2022. Kao rezultat toga, dospio je u prvih 250 tenisača svijeta, popevši se za 76 pozicija na ljestvici na 225. mjesto 16. svibnja 2022.
Kao 205. igrač na ljestvici, debitirao je na ATP turniru Generali Open Kitzbühel 2022. kao wild card, gdje je stigao do četvrtfinala pobijedivši Daniela Dutru da Silvu i Pabla Andujara. Zatim je pobijedio Dušana Lajovića i stigao do prvog ATP polufinala u karijeri. Do svog prvog ATP finala stigao je pobijedivši Yannicka Hanfmanna u tie-breaku posljednjeg seta. zatim se popeo  za gotovo 70 mjesta na ljestvici i ušao među 150 najboljih, dostigavši novi rekord karijere, 137. mjesto na svjetskoj ljestvici, te je 1. kolovoza 2022. postao najbolji austrijski tenisač.

### 2023.: Drugi naslov Challengera i četvrtfinale ATP-a
Nakon što je osvojio svoj drugi naslov na Challengeru 2023. na Challengeru di Roseto degli Abruzzi, 24. travnja 2023. dosegao je novi najbolji plasman, 126. mjesto na svjetskoj ljestvici.
Do četvrtfinala je stigao na Švedskom Openu 2023. u Bastad-u nakon što se kvalificirao u glavni ždrijeb, gdje je izgubio od trećeg nositelja Lorenza Musettija u tri seta. Kao 181. igrač na ljestvici, kvalificirao se i za Stockholm Open 2023. i pobijedio osmog nositelja Dana Evansa, prije nego što je izgubio od kasnijeg pobjednika Gaela Monfilsa. Kvalificirao se i za svoj domaći turnir, Erste Bank Open 2023. 

### 2024. – 2025.: Veliki debi i treći krug, top 100
Kao 241. na ljestvici, debitirao je na Grand Slamu na French Openu 2024. nakon što se kvalificirao za glavni ždrijeb i pobijedio Otta Virtanena u pet setova. Nakon toga, popeo se za više od 50 pozicija, vrativši se među 200 najboljih 10. lipnja 2024. Također se kvalificirao za Croatia Open Umag 2024., ali je izgubio od Dušana Lajovića u prvom kolu.
Došao je do finala na Tenerife Challenger II turniru 2025., ali je izgubio od Pabla Carrena Buste. Kao 232. igrač na Țiriac Openu 2025., Mišolić se kvalificirao za glavni ždrijeb i pobijedio Aleksandra Ševčenka i osmog nositelja Camila Uga Carabellija te tako stigao do svog drugog ATP četvrtfinala. Kao rezultat toga, popeo se za gotovo 40 pozicija na ljestvici i vratio se među 200 najboljih 7. travnja 2025. Mišolić je osvojio svoj treći ATP Challenger naslov na Prague Openu 2025., pobijedivši Guya den Oudena u finalu.
Mišolić se kvalificirao za glavni žrijeb French Opena 2025. pobijedivši ponovno drugog nositelja kvalifikacija Aleksandra Ševčenka. Mišolić je pobijedio Yunchaokete Bua i 27. nositelja Denisa Šapovalova u pet setova, čime je prvi put u karijeri stigao do trećeg kola velike lige. Izgubio je od šestog nositelja Novaka Đokovića u trećem kolu u dva seta.
Na Nordea Openu 2025. godine stigao je do svog prvog ATP četvrtfinala sezone pobijedivši branitelja naslova Nuna Borgesa nakon što je spasio tri meč lopte. Kao rezultat toga, 21. srpnja 2025. godine stigao je među 100 najboljih u pojedinačnoj konkurenciji. 
| Turnir                       | 2021. | 2022.             | 2023.             | 2024. | 2025. | SR    | Z–N   |
| ---------------------------- | ----- | ----------------- | ----------------- | ----- | ----- | ----- | ----- |
| Grand Slam turniri           |       |                   |                   |       |       |       |       |
| Australian Open              | A     | A                 | Q1                | Q1    | A     | 0 / 0 | 0–0   |
| Otvoreno prvenstvo Francuske | A     | A                 | Drugo tromjesečje | 2R    | 3R    | 0 / 2 | 3–2   |
| Wimbledon                    | A     | Q1                | Q1                | A     | 1R    | 0 / 1 | 0–1   |
| US Open                      | A     | Drugo tromjesečje | Drugo tromjesečje | A     |       | 0 / 0 | 0–0   |
| Pobjeda-poraz                | 0–0   | 0–0               | 0–0               | 1–1   | 2–2   | 0 / 3 | 3–3   |
| Nacionalna zastupljenost     |       |                   |                   |       |       |       |       |
| Davisov kup                  | A     | Radna grupa I     | A                 |       |       | 0 / 0 | 1–0   |
| ATP Masters 1000             |       |                   |                   |       |       |       |       |
| Indian Wells Masters         | A     | A                 | Drugo tromjesečje | A     | A     | 0 / 0 | 0–0   |
| Otvoreno prvenstvo Miamija   | A     | A                 | Drugo tromjesečje | A     | A     | 0 / 0 | 0–0   |
| Otvoreno prvenstvo Madrida   | A     | A                 | Q1                | A     | A     | 0 / 0 | 0–0   |
| Statistike karijere          |       |                   |                   |       |       |       |       |
| Turniri                      | 0     | 2                 | 5                 | 2     | 3     | 12    | 12    |
| Naslovi                      | 0     | 0                 | 0                 | 0     |       | 0     | 0     |
| Finale                       | 0     | 1                 | 0                 | 0     |       | 1     | 1     |
| Ukupna pobjeda-poraz         | 0–0   | 5–2               | 3–5               | 1–2   | 5–3   | 14–12 | 14–12 |
| Poredak na kraju godine      | 354   | 149               | 146               | 321   |       | 54 %  | 54 %  |